# Río Sacanche
Der Río Sacanche ist ein etwa 47 km langer rechter Nebenfluss des Río Saposoa in der Provinz Huallaga in der Region San Martín im zentralen Norden Perus. 

## Flusslauf
Der Río Sacanche entspringt 9 km westsüdwestlich von Saposoa im Distrikt Piscoyacu auf einer Höhe von etwa 850 m in einer teils bewaldeten Hügellandschaft. Er fließt anfangs 29 km nach Süden, flankiert von einem weiter östlich parallel verlaufenden Höhenkamm. Er passiert dabei die Ortschaften Nuevo Sacanche und Collpa. Anschließend umfließt er westlich einen 4 km langen in Nord-Süd-Richtung gerichteten Höhenkamm. Dabei erreicht er den Distrikt Sacanche und passiert die Ortschaft La Unión. Bei Flusskilometer 19 vollführt der Fluss eine scharfe Biegung und durchschneidet im Anschluss den Höhenkamm, der ihn im Oberlauf östlich flankiert, in ostnordöstlicher Richtung. Auf den unteren 10 Kilometern weitet sich das Tal. Der Fluss passiert das am Südufer gelegene Distriktverwaltungszentrum Sacanche und mündet 1,5 km später in den Unterlauf des Río Saposoa. Der Río Sacanche weist fast auf seiner gesamten Länge aufgrund des geringen Gefälles ein stark mäandrierendes Verhalten auf.

## Einzugsgebiet
Das Río Sacanche entwässert ein 192 km² großes Areal im Südwesten der Provinz Huallaga. Die höchste Erhebung im Einzugsgebiet erreicht eine Höhe von 1100 m. Das Gebiet ist nur zum Teil bewaldet. Es gibt viele kleinräumige Weiden und andere landwirtschaftliche Nutzflächen. Es gibt kleinere Flächen, auf welchen Ölpalmen gepflanzt wurden. Das Einzugsgebiet des Río Sacanche grenzt im Süden an das des Río Huallaga oberhalb der Mündung des Río Saposoa, im Westen an das des Río Pachicilla, ein Nebenfluss des Río Huayabamba, sowie im Norden an das des oberstrom gelegenen Río Saposoa.